# Ślężanie

Lokalizacja plemion śląskich w IX i X wieku

Ślężanie – plemię Słowian zachodnich z grupy lechickiej zamieszkujące w średniowieczu wschodnią część Dolnego Śląska, od Niemczy, przez obszar wokół góry Ślęży i rzeki Ślęzy aż po okolice Wrocławia. 

## Nazwa
Ich nazwa została najprawdopodobniej zaczerpnięta od rzeki Ślęzy, nad którą posiadali swoje siedziby. Od ich nazwy wywodzi się nazwa całego regionu, Śląsk. 

## Historia
Wymienieni ok. 845 roku w formie Sleenzane w Geografie Bawarskim jako plemię posiadające 15 grodów. W czasie hegemonii Wielkiej Morawy po 885 znaleźli się pod jej wpływem. Po upadku Morawy pozostawali w kręgu wpływów czeskich wg przekazów Al-Masudiego (943) i Ibrahima ibn Jakuba (963). Ok. 985–990 roku wedle przekazu kroniki Thietmara z Merseburga pod nazwą Silensi i Mnicha Sazawskiego w granicach państwa Mieszka I. W datowanym na 1086 tzw. dokumencie praskim widnieją pod nazwą Zlasane. 
Z dawnego rodu książąt śląskich wywodzi się najprawdopodobniej Piotr Włostowic, na co wskazuje umiejscowienie jego włości rodzinnych w tak ważnych dla Śląska miejscach, jak wrocławski Ołbin, wyspa Piasek, ziemie wokół góry Ślęży oraz należący do Bogusława, brata Piotra teren lewobrzeżnego przedlokacyjnego Wrocławia.